# Charles de Rochefort
Charles de Rochefort, também conhecido como Charles d'Authier de Rochefort (Port-Vendres, 7 de julho de 1887 - Paris, 31 de janeiro de 1952), foi um ator e diretor de cinema francês que atuou em filmes mudos. Ele apareceu em 34 filmes entre os anos de 1911 e 1932.
Ele também dirigiu sete filmes entre 1930 e 1931. Incluindo a versão em língua francesa de Paramount on Parade (1930) e Magie moderne (1931), um filme francês sobre a televisão lançado como Televisione na Itália, junto com cinco outras versões em cinco diferentes idiomas. Este filme foi produzido torneamento no estúdio da Paramount Pictures em Paris.
Charles de Rochefort era filho de Paul Charles Dominique d'Authier de Rochefort e Camille Caroline Rose Félicité Guelfucci.